# Шуховская башня
Шу́ховская ба́шня (радиоба́шня Шу́хова, Шу́ховская телеба́шня, Ша́боловская телевизио́нная ба́шня, радиоба́шня Коминте́рна) — металлическая радио- и телебашня, памятник архитектуры советского рационализма. Расположена в Москве на улице Шухова рядом с телецентром на Шаболовке. Построена в 1919—1922 годах по проекту архитектора и изобретателя Владимира Шухова (1853—1939).

## История

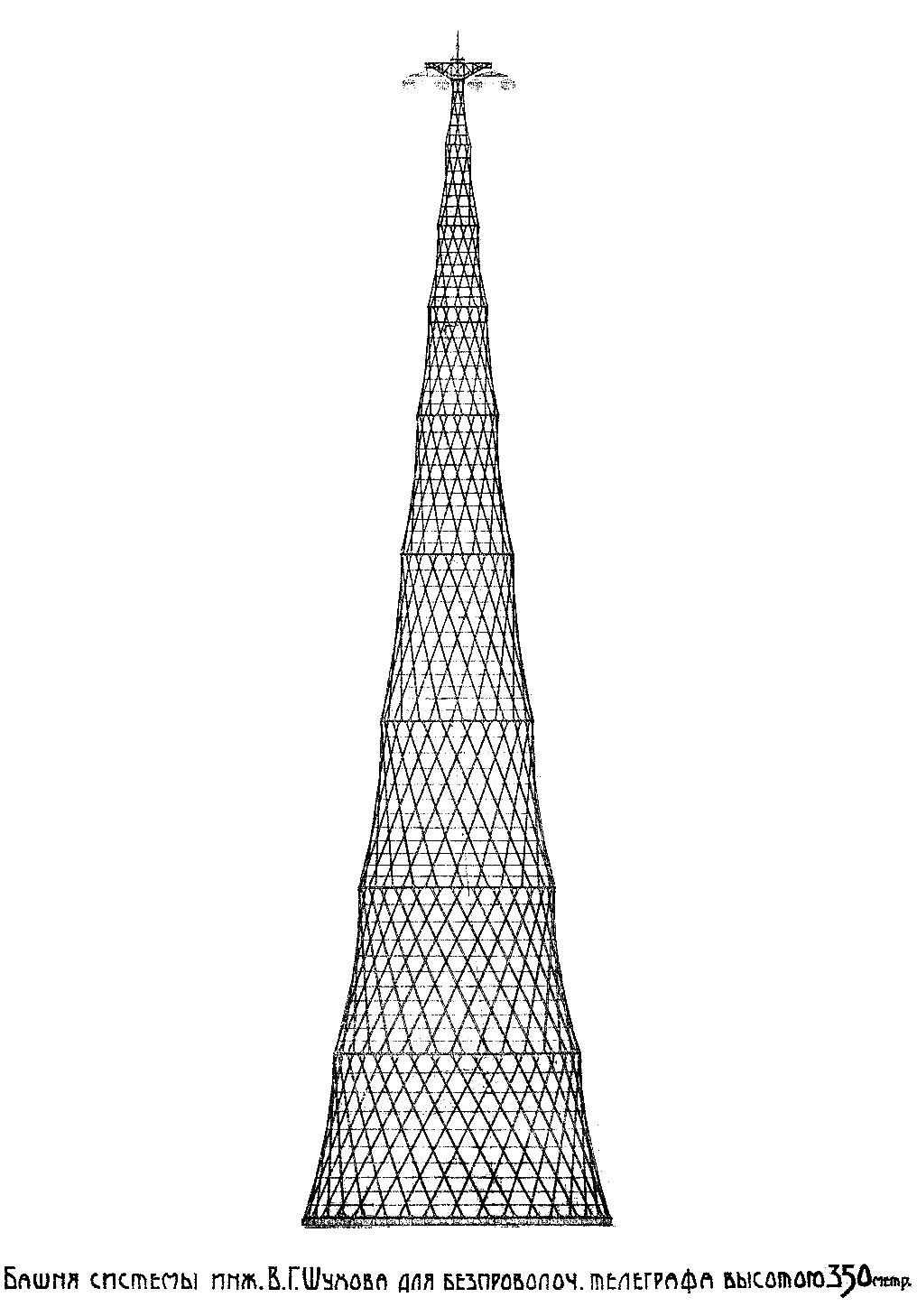
Проект 350-метровой башни, 1919

### Проектирование
В 1890-е годы Владимир Шухов изобрёл первые в мире гиперболоидные конструкции и металлические сетчатые оболочки строительных конструкций, эта идея была позаимствована из структуры плетёных крестьянских корзин. В книге «Стропила» 1897 года он доказал, что треугольная форма на 20—25% тяжелее арочной с лучевой решёткой. После этого Шухов оформил ряд патентов на сетчатые покрытия и ажурную башню. Разрабатывая новые конструкции, архитектор стремился не только достичь большей прочности и жёсткости конструкции, но и также лёгкости и простоты за счёт использования как можно меньшего количества строительного материала.
Первая сетчатая башня была построена для Всероссийской промышленной и художественной выставки в Нижнем Новгороде в 1896 году, после чего куплена фабрикантом Юрием Нечаевым-Мальцовым и сохранилась до настоящего времени в его бывшем имении Полибино в Липецкой области. По проектам Шухова стали возводить сооружения в качестве маяков, водонапорных башен, корабельных мачт и линий электропередач.
После Октябрьской революции Шухов не уехал из России, его архитектурные работы остались востребованными в РСФСР. После расчистки Москвы от ветхих строений Шухов и его конструкторское бюро участвовали в создании фундаментальных строений: покрытие зданий ГУМа, ЦУМа, Петровского пассажа, гостиницы «Метрополь», Киевского вокзала, музея изобразительных искусств, завода «Динамо», трамвайного депо и других строений.
Одной из сетчатых конструкций в форме гиперболоида вращения стала радиоантенная башня на Шаболовке.
Построенная в 1914 году Ходынская радиостанция уже не справлялась с растущим объёмом радиограмм. 30 июля 1919 года Ленин подписал постановление Совета рабочей и крестьянской обороны, в котором содержалось требование «установить в чрезвычайно срочном порядке в г. Москве радиостанцию, оборудованную приборами и машинами наиболее совершенными и обладающими мощностью», достаточной для обеспечения безопасности страны и постоянной связи с республиками. Сразу же начали проектирование башни под эти цели. Заказчиком выступили ГОРЗы («государственные объединённые радиотелеграфные заводы»), бывшее Русское общество беспроволочных телеграфов и телефонов (РОБТиТ), национализированное большевиками. В результате проведённого конкурса заказ получила «Строительная контора» Шухова.

Инженерные таланты Шухова стали востребованы в условиях гражданской войны на фоне дефицита металла в стране: 
Отечественной металлопромышленности пришлось пережить большие испытания и большой упадок в работе из-за недостатка чугуна, который являлся её основой. <…> Нехватка прокатного материала порождает дороговизну его, задерживает ход строительных работ и непроизвольно удорожает стоимость металлических конструкций.
Нередко Шухов использовал материалы разобранных конструкций: мостов, заводов. Сложность работы также определяли отсутствием квалифицированных работников после Первой мировой войны, кадры приходилось обучать прямо на стройке.
Не следует думать, что, получив хорошие результаты на предшествующих работах меньшего масштаба, Владимир Григорьевич поддавался известному каждому автору соблазну применить своё изобретение во что бы то ни стало во всех возможных случаях. Для каждой конкретной задачи он вновь и вновь прорабатывал ряд вариантов, тщательно отыскивая оптимальное решение.Г. М. Ковельман
Планировавшаяся высота новой башни из 9 гиперболических секций составляла 350 метров (на 15 метров выше Эйфелевой башни, которую принимали во внимание при создании плана) при расчётной массе в 2200 тонн (Эйфелева башня весит 7300 тонн). Однако в условиях нехватки ресурсов проект пришлось пересмотреть, высота была уменьшена до 148,5 метра, а масса составила 240 тонн. Новый проект был одобрен лично Лениным.
Владимир Шухов регулярно вёл дневник, по которому можно отследить историю строения и эволюцию инженерной мысли:
29 августа 1919 года. <…> Контракт с ГОРЗы подписан 22 августа 1919 года: в недельный срок должна быть дана спецификация леса для лесов и подмостей, а также и для рабочей мостовой и спецификация инструментов и станков.

30 августа. Железа нет, и проекта башни пока составить нельзя.

1 сентября был на Шаболовке: земляные работы для основания башни сделаны уже на четверть, работают три партии. Грунт — глина и внизу песок, местами песок осыпается (проверить проект основания при таком грунте). Видел комиссию в составе десяти человек. С. М. Айзенштейн [представитель ГОРЗы] сказал, что началом работ считает он пятницу 29 августа (окончание 29 марта 1920 года). Кран подвигается медленно, приступили к вырубке мест прикреплений поперечных балочек. Счёт за проект и изготовление крана.

Семь рабочих и мастер: средняя плата 100 р. в день.

<…>

10 сентября. Железа нет.

<…>

26 сентября. Послал проект башен 175, 200, 225, 250, 275, 300, 325, 350 м. При письме: два чертежа в карандаше, пять чертежей на кальке, десять чертежей — синие копии, четыре расчёта сетей, четыре расчёта башен. <…>

1 октября. Железа нет. Кладка фундамента начата 4 октября.Дневник Владимира Шухова

Мы — всесильные титаны,

Непреклонные борцы,

Мы — циклоны, мы — вулканы,

Мы — бессмертные творцы…

Тёмный хаос победили,

Устремляя к солнцу взор,

Светом ярким озарили

Околдованный простор…

По узорам сонной пашни

Разбросали города,

Озаряем шпилем башни —

Лик Победного Труда…

Огнекрылости порыва,

Дерзость творческой мечты,

Достиженья Коллектива —

Беспредельной Высоты…

Наше гордое Творенье

Выше хмурых облаков,

Знак — Свободы, Единенья, —

Башня Радостных Веков…

### Возведение и особенности конструкции

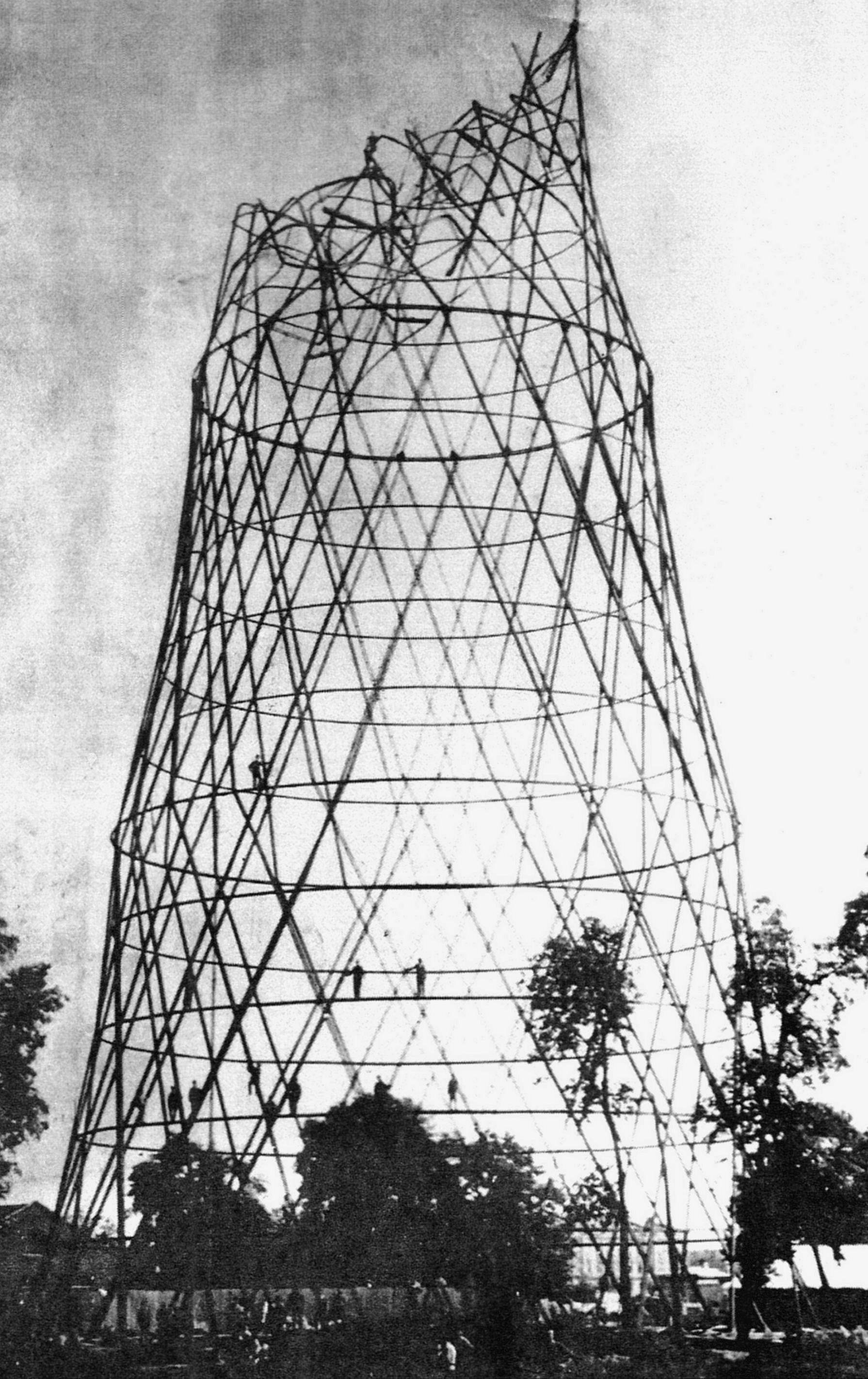
Башня на Шаболовке после аварии, 1921

Строительство башни велось без лесов и подъёмных кранов на лебёдках. На создание требовали 240 тонн металла, который был выделен по личному указу Ленина из запасов военного ведомства. Для подъёма использовали 5 деревянных кранов, которые перемещались на верхнюю секцию и помогали поднимать детали.
Изумительна была красота сборки башни, когда целые секции высотой 25 метров и весом до 3000 пудов или траверсы длиной 10 метров без единого рабочего наверху неожиданно появлялись на фоне неба в облаках и привлекали внимание жителей Москвы. Башня монтировалась без кранов, без лесов. Целые секции… поднимались за низ свободным верхом.Александр Петрович Галкин
Башня составлена из 6 секций, расположенных одна над другой. Каждая секция представляет собой самостоятельный гиперболоид, опирающийся на нижестоящий побольше. Монтаж каждой секции проводили внутри контура и поднимали на заданную высоту. Для того, чтобы основание секции прошло, нижний диаметр стягивали, а после протягивания в установленную секцию ослабляли, стыковали и монтировали. Изначальный проект подразумевал, что несущие рёбра, находящиеся в вертикальных сечениях башни, будут соприкасаться с воображаемой поверхностью гиперболоида только в узловых точках, расположенных на горизонтальных поясах гиперболоида. Нижнее опорное кольцо было прикреплено к фундаменту анкерными болтами с 2 сторон от узловых опорных фасонок.
6 октября. Сделана глупость. Упущен расчёт прохода через горловину низа. <…> Жаль, что такая хорошая вещь, как сборка без лесов, не понята товарищами. Переделка потребует много времени. <…>

Мои упущения: укрепление блоков нижних, плохое укрепление поперечных верхних блоков; стягивание кольцом низа башни для пропуска в горловину и промежуточные кольца; лебёдка с одним барабаном вместо двух.Дневник Владимира Шухова
29 июня 1921 года. При подъёме четвёртой секции третья сломалась. Четвёртая упала и повредила вторую и первую в семь часов вечера.Дневник Владимира Шухова

В синеву на полтораста метров,

Откуда видны далёкие пашни,

До туч, гоняемых ветром,

Выросла радио-башня.

Сжималось кольцо блокады,

Когда наши рабочие плечи

Поднимали эту громаду

Над Замоскворечьем.

Не беда, что она немного

Эйфелевой башни ниже,

Всё же тучи, воздушной дорогой

Пробегая, ей голову лижут...

Нашей работы упорной

Что может быть бесшабашней!

Когда нас душили за горло,

Мы строили радио-башни.
Конструкция была собрана правильно, но оборвался трос, на котором поднимали 4-й ярус, в итоге он упал с 75-метровой высоты и повредил 5-ю и 6-ю секции, которые собирали на земле. За этот инцидент Шухов был обвинён в саботаже и приговорён к условному расстрелу с отсрочкой исполнения приговора до конца строительных работ. В процессе строительства подтвердили настоящую причину аварии — усталость материала, после чего работы возобновили. Также в отчёте об обследовании конструкции башни в 1937 году сказано: «…металл Шуховской башни может быть отнесён к сталям Ст-1, Ст-2 и Ст-3. Образцы имеют завышенное содержание вредных примесей: серы или фосфора, а в некоторых образцах — и того, и другого». Для восстановления третьей секции был использован тот же упавший металл.
Параллельно с возведением Шухов вносил коррективы в конструкцию башни. В процессе монтажа была забастовка рабочих из-за плохого питания и задержек оплаты, в остальное время они работали медленно и даже устраивали итальянскую забастовку из-за отсутствия пайка, но в зимние морозы работали вдвое дольше положенного — 7 часов вместо 3,5. Шестая секция была установлена и окончательно закреплена 14 февраля 1922 года, 28 февраля на башню поставили мачту, на чём закончились работы Шухова.
9 февраля. <…> Башня — красива, только пятая секция имеет редкую сетку.Дневник Владимира Шухова
По свидетельствам сына, Владимир Шухов отказался от наград. Обвинение с инженера было снято, а приговор о расстреле — отменён.

### Эксплуатация в СССР

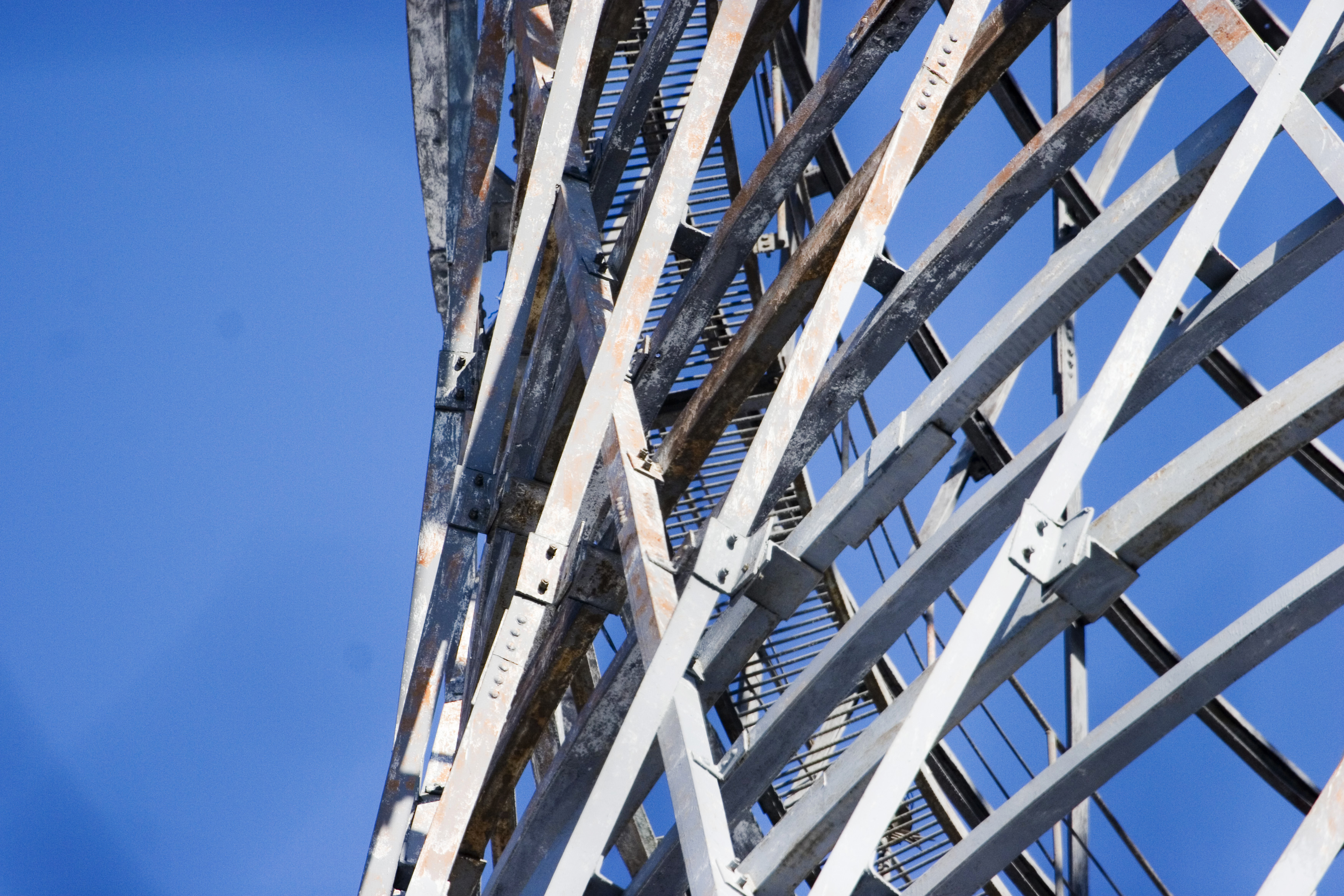
Элементы башни, 2007

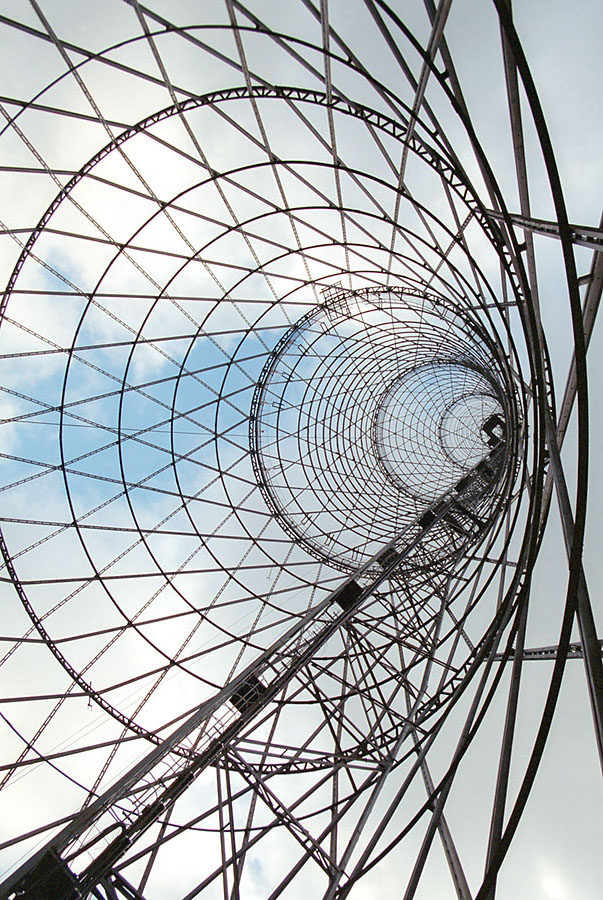
Конструкция Шаболовской башни изнутри, 2006

19 марта 1922 года на башню установили передатчики радиовещания и началась трансляция радиопередач московской радиотелеграфной станции. Первой трансляцией был концерт русской музыки с участием Надежды Обуховой и Бориса Евлахова. Мощность дугового генератора на башне составляла 100 кВт, а дальность — 10 тысяч км. Это было мощнее, чем радиостанции Парижа, Нью-Йорка и Берлина, можно было связаться со станциями Науэна и Рима.
В 1927 году на месте устаревшей дуговой радиостанции была создана вторая радиостанция коминтерна, оборудованная самым мощным на тот момент в Европе 40-киловаттным передатчиком, созданным в нижегородской радиолаборатории под руководством Михаила Бонч‑Бруевича. Для его антенны Шухову пришлось вносить изменения в конструкцию верха, потребовалась установка дополнительного вылета. Станция стала известна как вторая радиостанция коминтерна («Большой Коминтерн», «Новый Коминтерн»), в отличие от первой радиостанции коминтерна на Вознесенской улице (ныне — Улица Радио). Шуховскую башню стали также именовать «радиобашней коминтерна».
В 1933—1937 годах помещения радиоцентра на Шаболовке использовали в качестве опытной лаборатории научно-испытательного института связи, а башню — как радиоиспытательную.
С 1937-го с башни начали транслировать экспериментальные передачи коротковолнового катодного телевидения. В 1939 году после строительства телецентра на Шаболовке и установки передатчика телевизионного сигнала на Шуховской башне с неё состоялась первая в СССР телетрансляция — документальный фильм об открытии XVIII съезда ВКП(б), в этот день передачу в Москве принимало 100 телевизоров типа ТК-1. Дальнейшие телетрансляции с башни велись четыре раза в неделю по два часа.
В этом же 1939 году 1-моторный почтовый самолёт, летевший из Киева в Москву, не справился с управлением и задел крылом один из тросов Шуховской башни, но она выдержала удар, так что не понадобился ремонт.
В ноябре 1941 года, когда войска вермахта подошли вплотную к Москве, начальнику московской телевизионной филиал-лаборатории министерства связи Александру Щетинину было поручено лично взорвать Шуховскую башню, которая была предварительно заминирована. Невыполнение приказа грозило расстрелом, однако Щетинин дождался отступления войск противника.
7 мая 1945 года, накануне вступления в силу акта о капитуляции Германии, с Шуховской башни прошла трансляция первой с начала Великой Отечественной войны телепередачи в Европе.
В 1948 году башня была снова переоборудована для перехода на высокочастотное телевидение. Так как итоговая высота Шуховской башни составила 160 метров, долгое время она была самым высоким сооружением в стране до постройки в 1967 году Останкинской телебашни. В 1950-е Шуховская башня стала официальным символом советского телевидения, её изображение долгое время использовали в заставках телепередач, например, «Голубой огонёк». С началом работы телецентра в Останкине все передающие антенны и фидеры с Шуховской башни были демонтированы, однако аппаратно-студийный комплекс телецентра (АСК-2, бывший московский телевизионный центр МТЦ), расположенный у подножья башни, продолжали использовать для производства телепрограмм.
В 1987 году Шуховской башне был присвоен статус объекта культурного наследия регионального значения. В 1991 году специалисты ЦНИИПСК имени Мельникова сделали заключение об удовлетворительном состоянии башни и произвели её надстройку для размещения нового передающего оборудования, установив так называемую 7-ю секцию с широкополосной передающей антенной FM-диапазона.
C 2002 года башню не используют для теле- и радиовещания, но она находится в пользовании (на балансе, в собственности) Российской телевизионной и радиовещательной сети (РТРС), также на ней размещены передатчики сотовой связи.

## Современное состояние

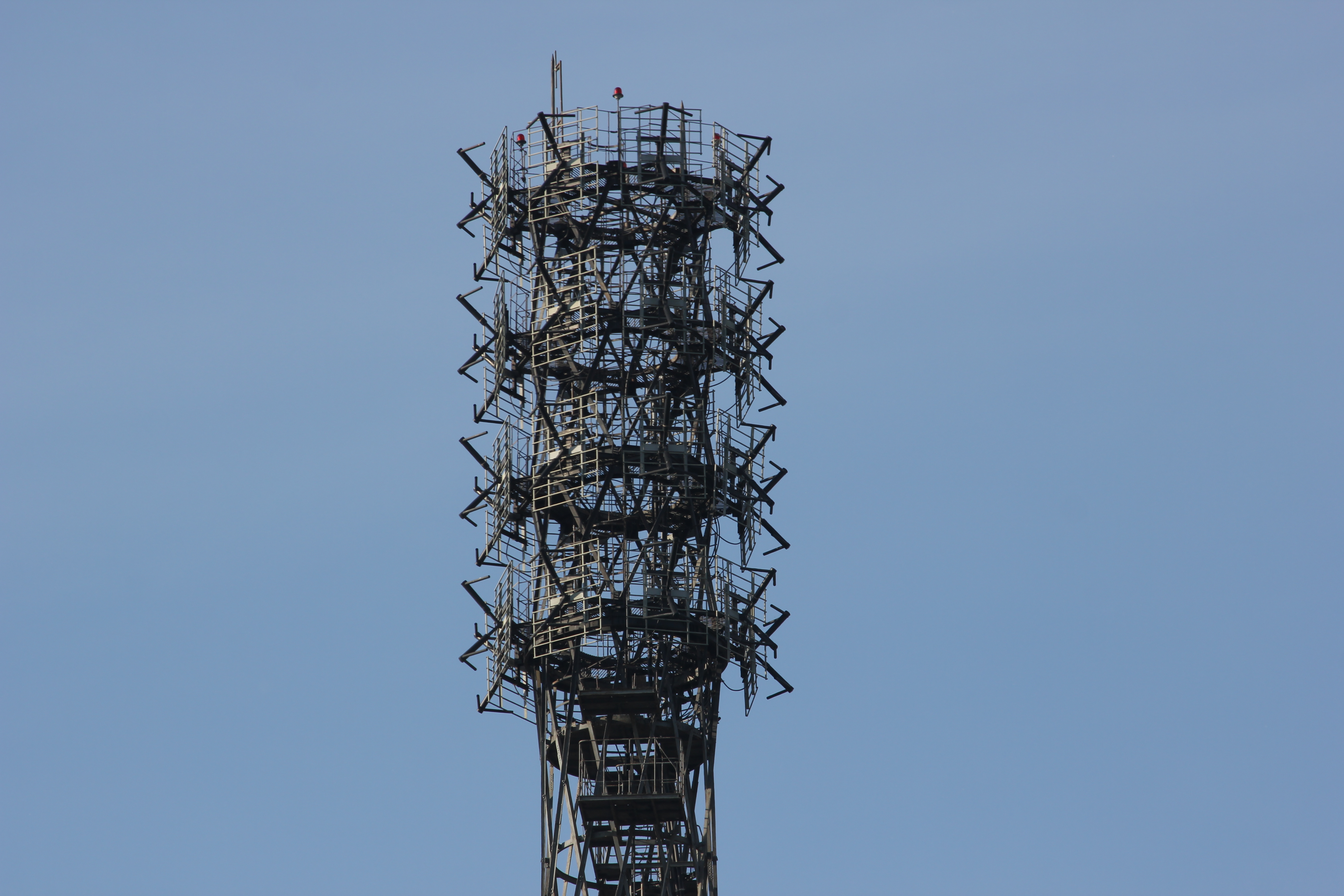
7-я секция (снята в 2015), 2014

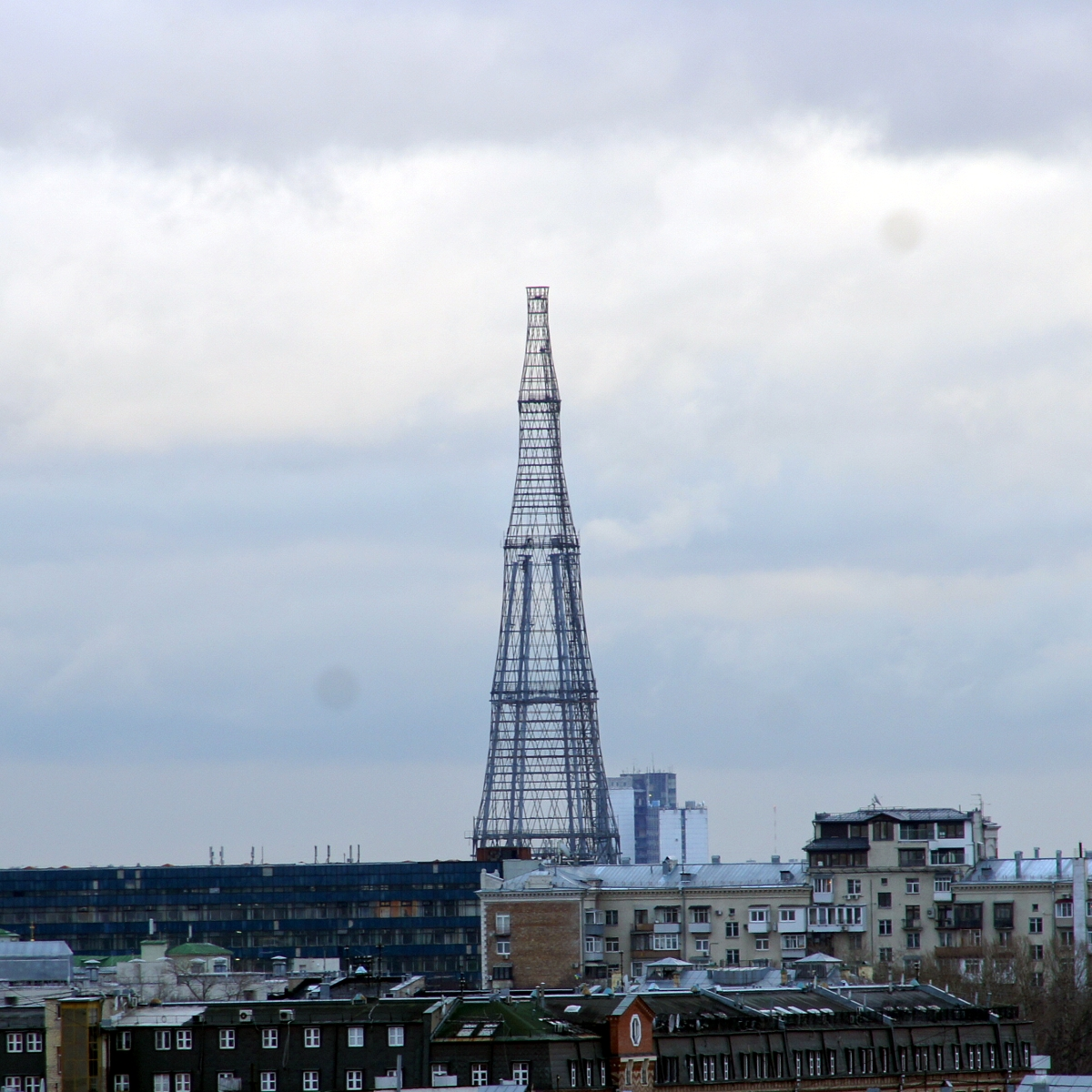
Башня без 7-й секции, хорошо видны поддерживающие опоры, 2015

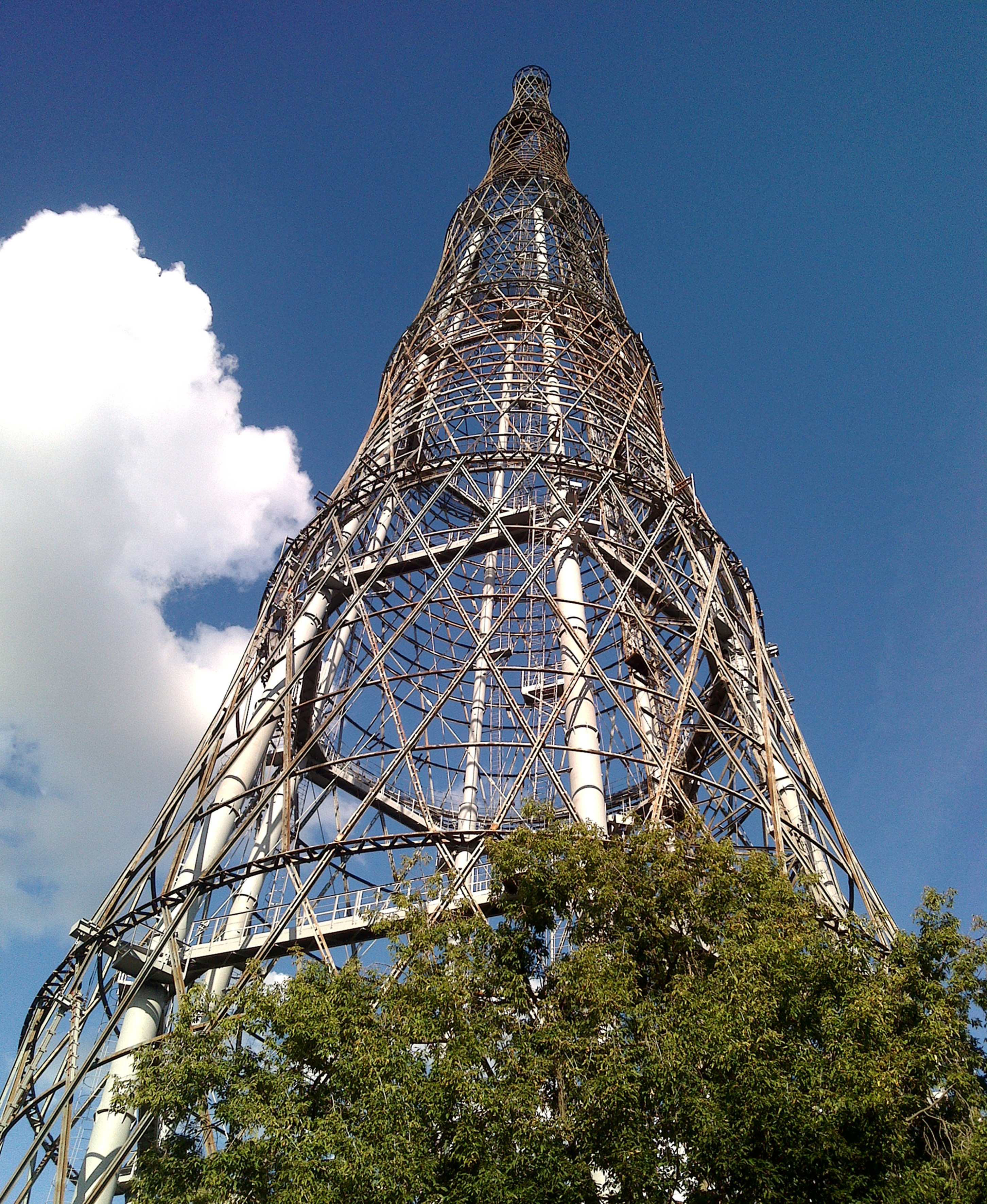
Основные поддерживающие конструкции в виде труб внутри, 2016

За всё время существования Шуховскую башню ни разу не подвергали полноценной реставрации. В 1947 году полное исследование башни показало, что основные элементы корродированы на 5%, анкерные болты — на 5—10%, они были очищены от ржавчины и окрашены. В 1949, 1950 и 1964 годах производили антикоррозийную покраску её элементов. В 1971 году после исследования состояния башни при участии ЦНИИПСК имени Мельникова укрепили фундамент башни и забетонировали опорные узлы, что усилило коррозию и нарушило конструкцию, которую изначально подразумевали как подвижную.
В 2003 году Государственная дума РФ приняла постановление № 4415‑III по наследию Владимира Шухова. Тогда был учреждён фонд развития науки, культуры и искусства «Шуховская башня», который возглавил правнук инженера Владимир Шухов. Специалисты установили, что башня находится в опасности, бетонирование конструкций усилило нагрузку на опоры и привело к деформации, металл оказался сильно подвержен коррозии. Стал обсуждаться вопрос о реставрации башни в первозданном виде с одновременным благоустройством её территории.
В 2009 году Владимир Путин (на тот момент премьер-министр России) поддержал инициативу министра связи Игоря Щёголева по началу реставрационных работ на Шуховской башне, однако существенных шагов в этом направлении сделано не было.
С 2002 года у РТРС оформлено охранное обязательство по сохранению Шуховской башни с Мосгорнаследием. Но РТРС это обязательство не выполняла, из-за чего в 2009 году Мосгорнаследие обратилось в суд с иском к компании. По решению суда РТРС разработала и согласовала проект реставрации башни.
В 2011 году правительство Российской Федерации выделило 135 миллионов рублей на реставрацию, однако этих средств оказалось недостаточно и работы отложили. Тогда же объявили конкурс на лучший проект по реконструкции башни и прилегающей к ней территории, победителем которого стала компания «Качество и надёжность». В то же время градозащитники и представители фонда «Шуховская башня» высказались против планов по реконструкции и за обсуждение проблемы на международном уровне путём создания консилиума. По словам Владимира Шухова, возможная перестройка башни лишила бы её архитектурной ценности.
В 2012 году состоялся круглый стол «Наследие академика В. Г. Шухова» в Центральном доме архитектора, где о состоянии памятника, близком к аварийному, заявил начальник отдела обследований зданий и сооружений Александр Мамин. По его словам, Шуховская башня нуждалась в срочной реставрации.
В начале 2014 года заместитель министра связи России Алексей Волин заявил о последовательном разрушении Шуховской башни с выпадением деталей на радиус до 50 метров. Был предложен проект по разбору башни с последующим переносом в другое место. Против данной инициативы выступил целый ряд архитекторов с мировым именем: Рем Колхас, Кэнго Кума, Тадао Андо, Элизабет Дилер, Том Мейн. Свои подписи под открытым письмом президенту РФ Владимиру Путину о сохранении памятника оставили 38 экспертов. Эту же точку зрения поддержал главный архитектор Москвы Сергей Кузнецов.
Против переноса высказывались и жители Шаболовки. Летом 2014 года среди москвичей был проведён референдум по поводу дальнейшей судьбы памятника, 90 % опрошенных высказалось за сохранение Шуховской башни.
При этом, как утверждал в феврале 2014 года директор департамента по контролю, надзору и лицензированию объектов культурного наследия министерства культуры РФ Владимир Цветнов: «С момента разработки и согласования проекта экспертиза башни не проводилась. По крайней мере, у нас таких данных нет. Так же, как нет и данных о нахождении башни в аварийном состоянии (акты, протоколы, предписания и т. д.). Наша позиция формируется на основании соблюдения законодательства об объектах культурного наследия, где не предусмотрено таких работ, как „демонтировать и убрать с территории“».
3 июля 2014 года на сайте министерства культуры появилось сообщение о том, что Шуховская башня не будет демонтирована. Той же позиции придерживались министерство связи и правительство Москвы. Было объявлено о дальнейшем проведении международного конкурса проектов по реставрации памятника.
Осенью 2015 года была демонтирована 7-я «антенная» секция Шуховской башни 1991 года постройки, а также была проведена антикоррозионная обработка конструкции, заменены наиболее аварийные элементы. В марте 2016 года внутри башни была установлена конструкция, поддерживающая стены и снимающая часть нагрузки с каркаса.
В январе 2017 года РТРС заказала разработку проектной документации по реконструкции памятника. Цена контракта составила более 32 миллионов рублей.
На 2019 год проект реставрации не реализован и никаких реальных действий по реставрации не предпринято.
По состоянию на март 2021 года проект реставрации остаётся не реализован и реставрация не начата.
Башня внесена в Красную книгу движения «Архнадзор», номинация — «ветхость».

## Шуховская башня в культуре
В год завершения строительства архитектор Кринский создал панно «Радиорупор революции» с изображением башни. Фантастический роман Алексея Толстого «Гиперболоид инженера Гарина» был навеян общественным резонансом, вызванным постройкой Шуховской башни. Изображение Шуховской башни стало логотипом выставки «Инженерное искусство» в центре Помпиду в Париже. Также 6-метровый макет башни был установлен на выставке «Лучшие конструкции и сооружения в архитектуре XX века» в Мюнхене в 2003 году.
Всего на территории России насчитывают 8 Шуховских башен, также по образцу гиперболоидных конструкций Шухова созданы: башня порта Кобе в Японии, башни в Цюрихе, Либерце, Сиднее, а также 600-метровая башня Canton Tower в Гуанчжоу. Идеи гиперболоидных конструкций используют при проектировании небоскрёбов в деловом центре «Москва-Сити».
Шуховская башня стала лауреатом премии «Радиомания-2007» в номинации «Радиолегенда».
Уменьшенная копия Шуховской телебашни находится в Арзамасе. Арт-объект установлен на проспекте Ленина, на пересечении улиц Космонавтов, Коммунистов и Революции.

## Галерея

Шуховская башня в разные годы
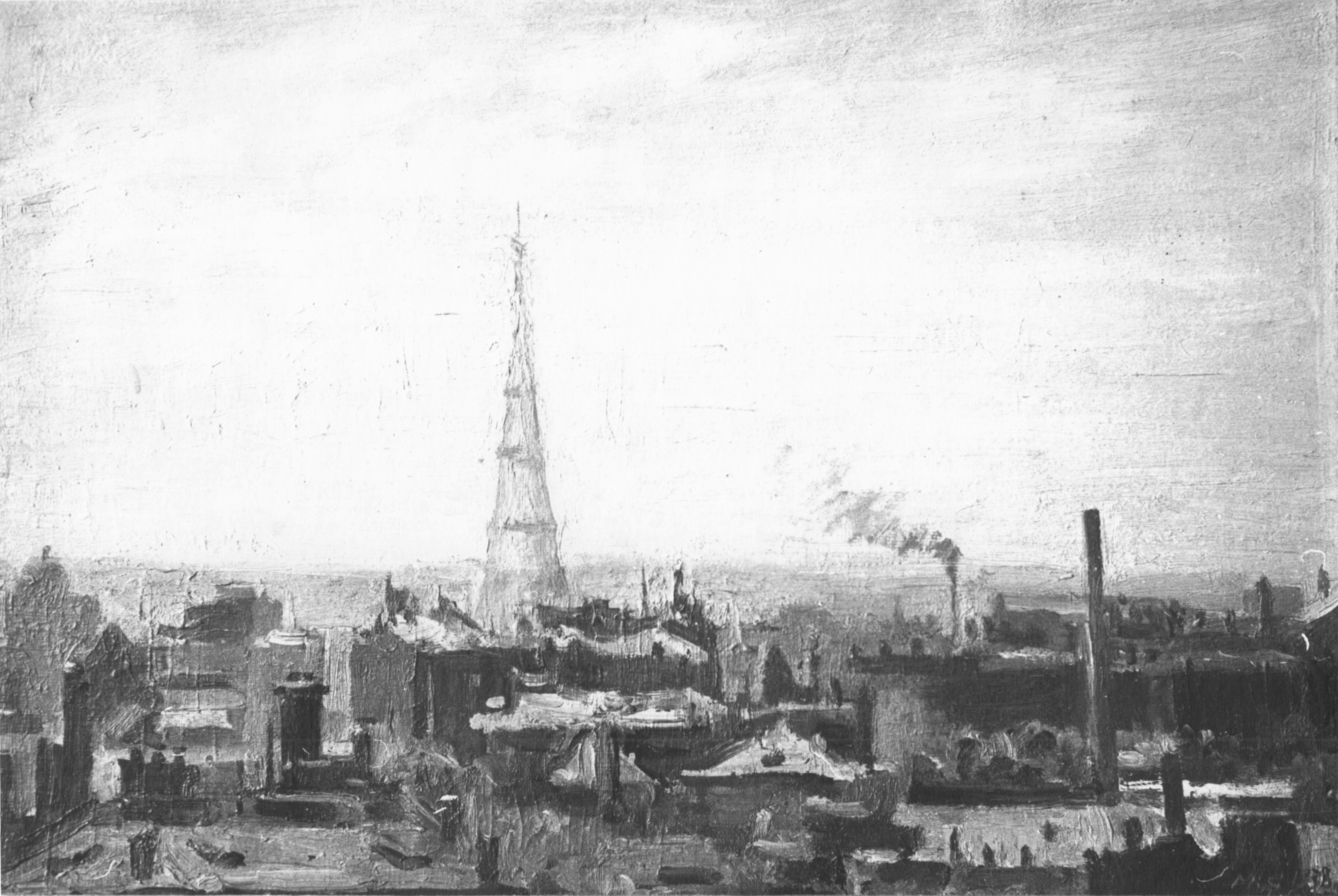
На картине 1938 года
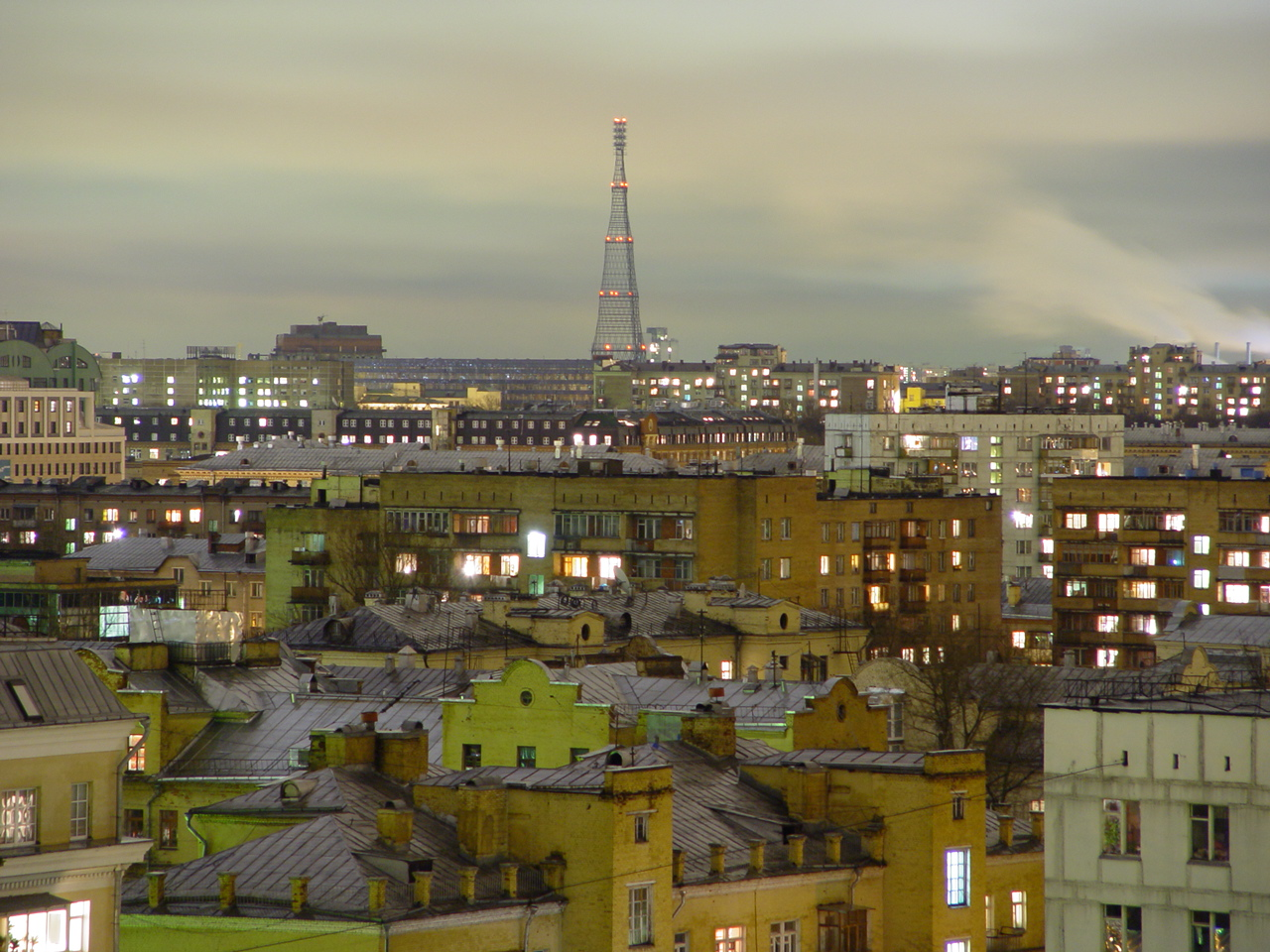
На панораме города, 2002
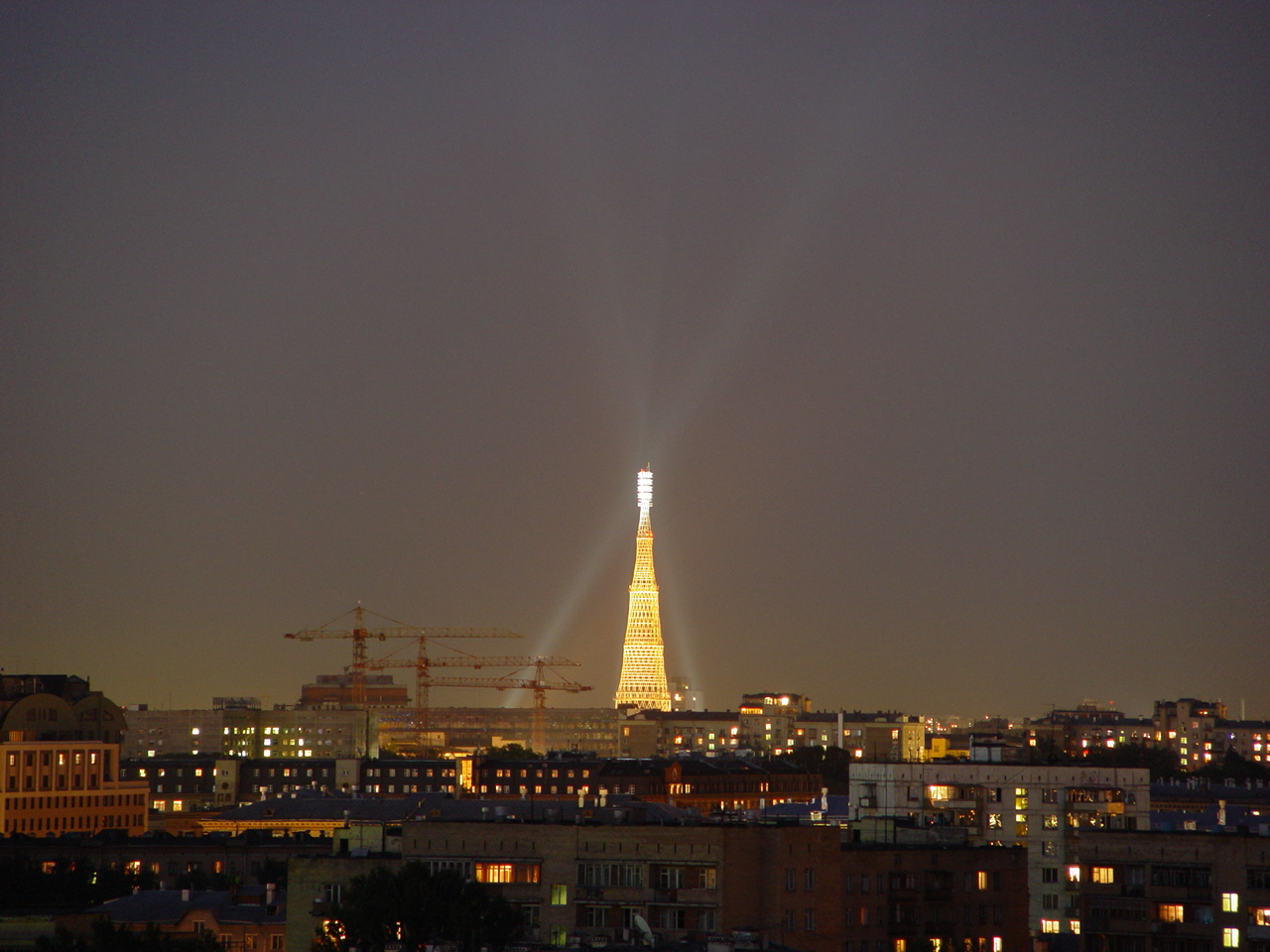
Подсветка башни, 2003
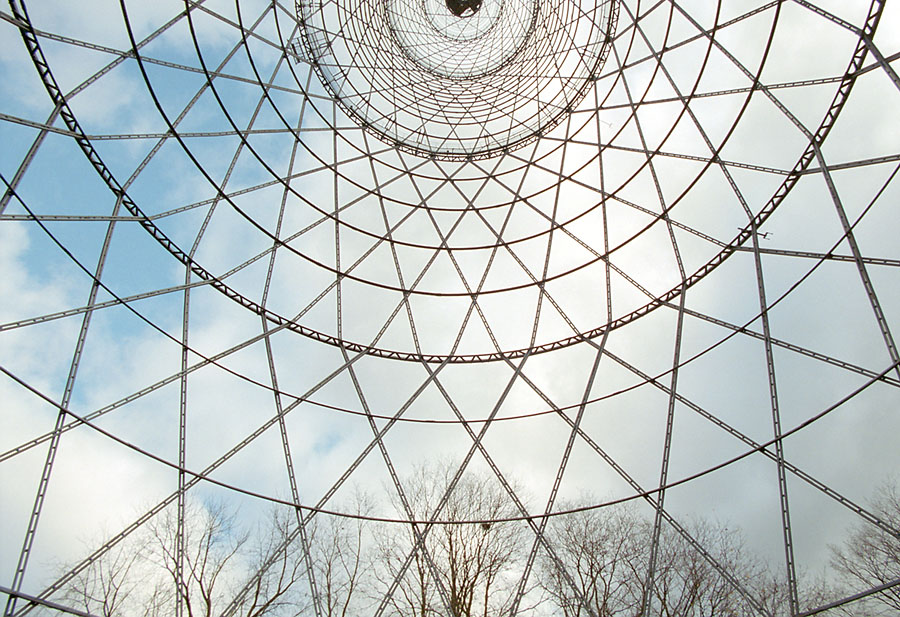
Конструкция башни изнутри, 2006
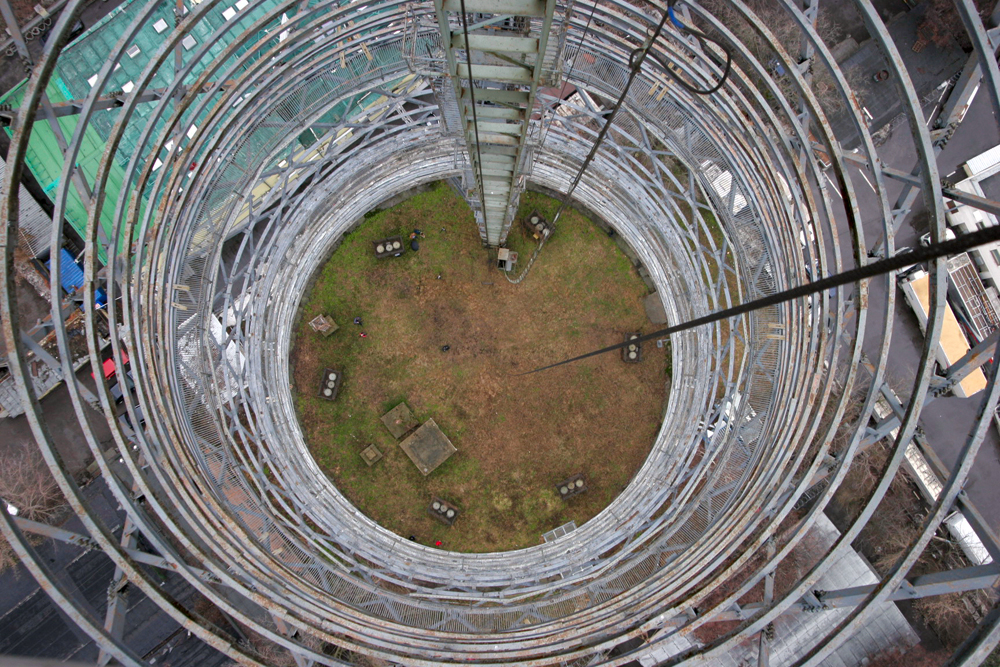
Вид из башни, 2007
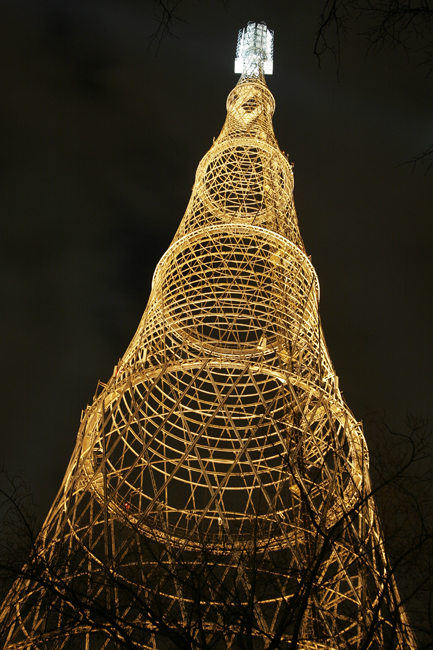
Подсветка в 2007 году
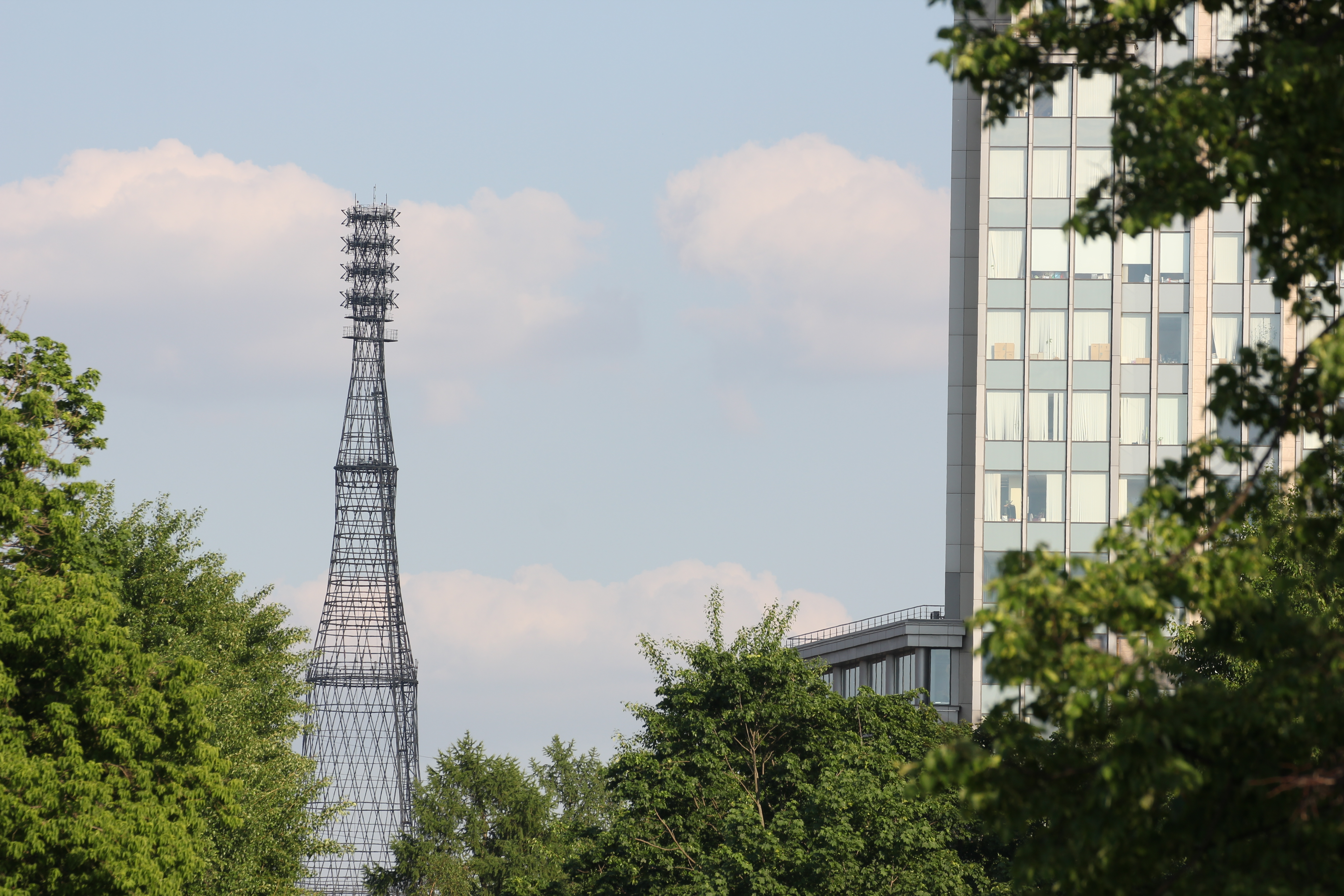
Башня с радионадстройкой, 2014
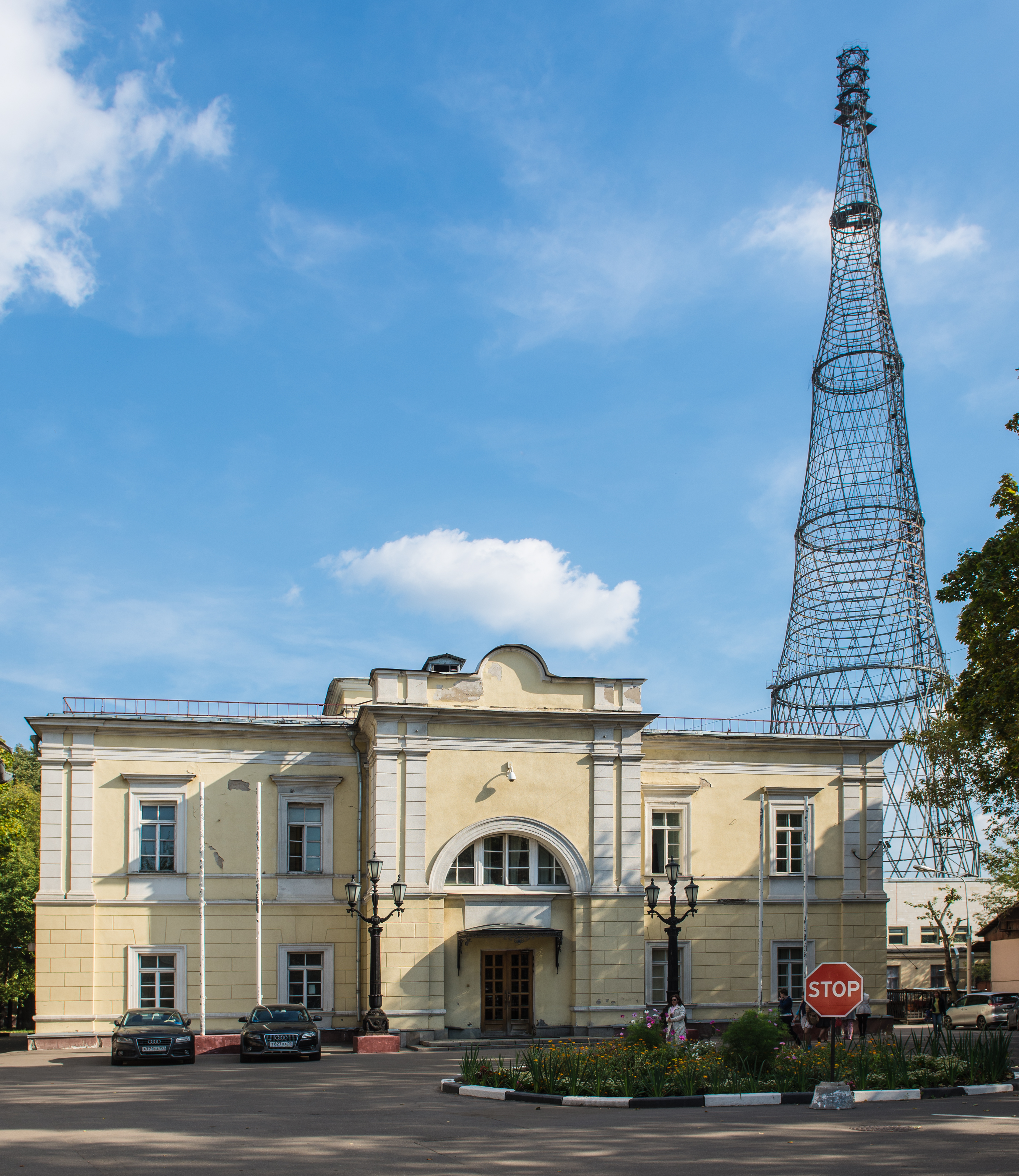
Башня в сентябре 2015 года
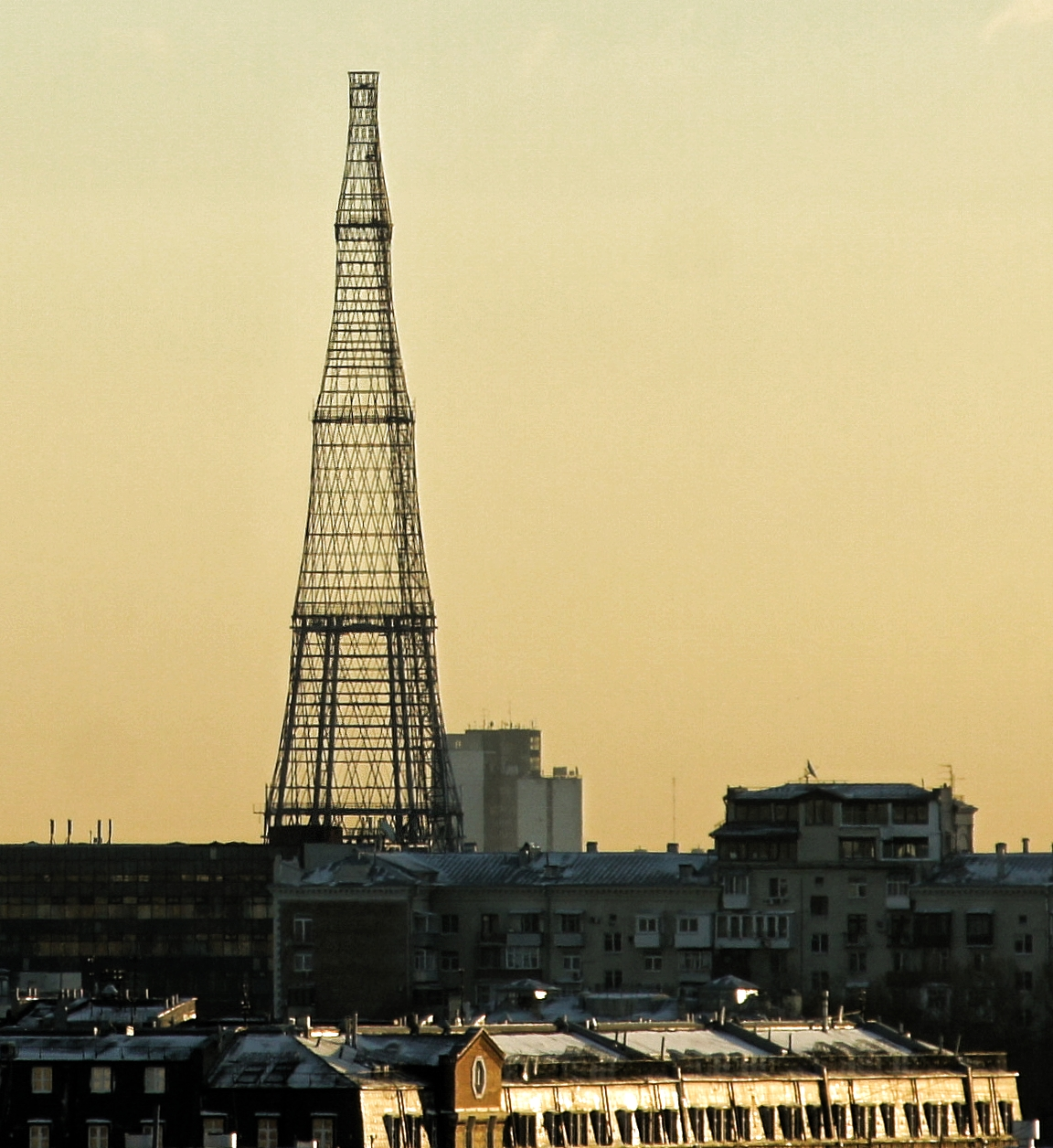
Вид башни с 2015 года
- Лекция о башнях Шухова и Татлина
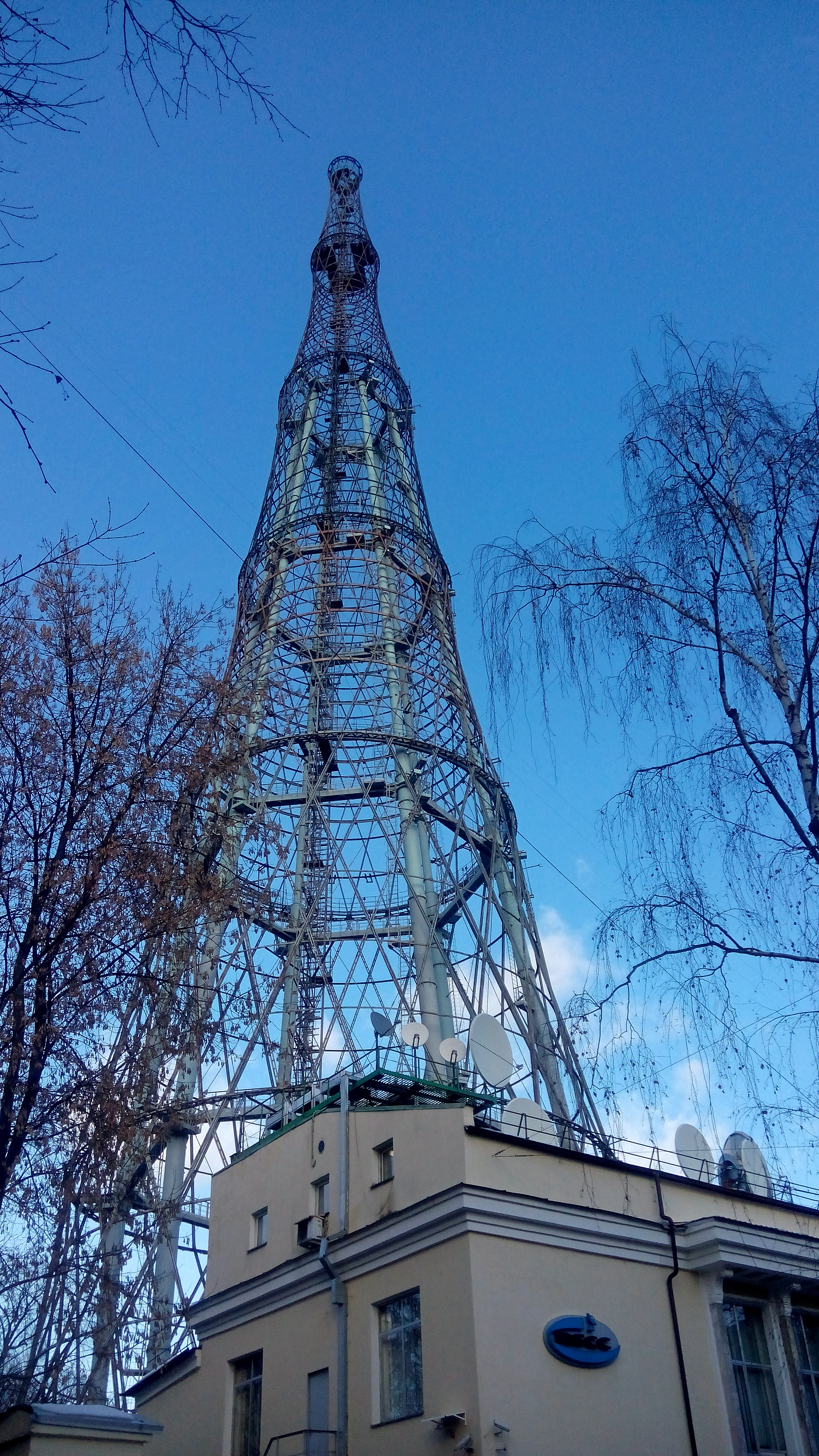
В феврале 2019 года

Шуховская башня в филателии
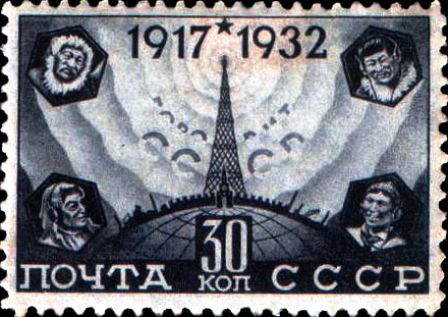
Почтовая марка СССР, 1933 г.
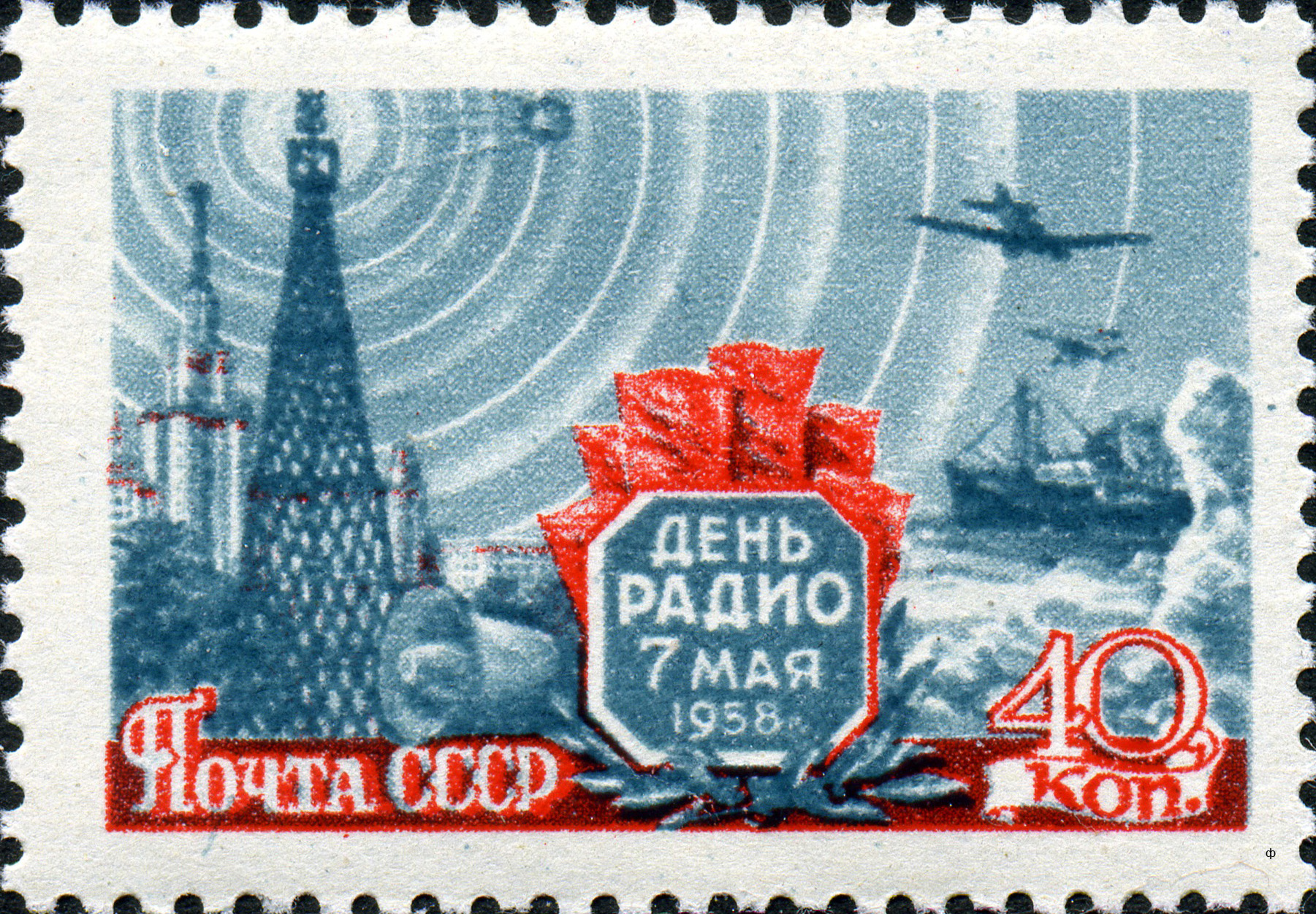
Марка СССР, 1958 г.
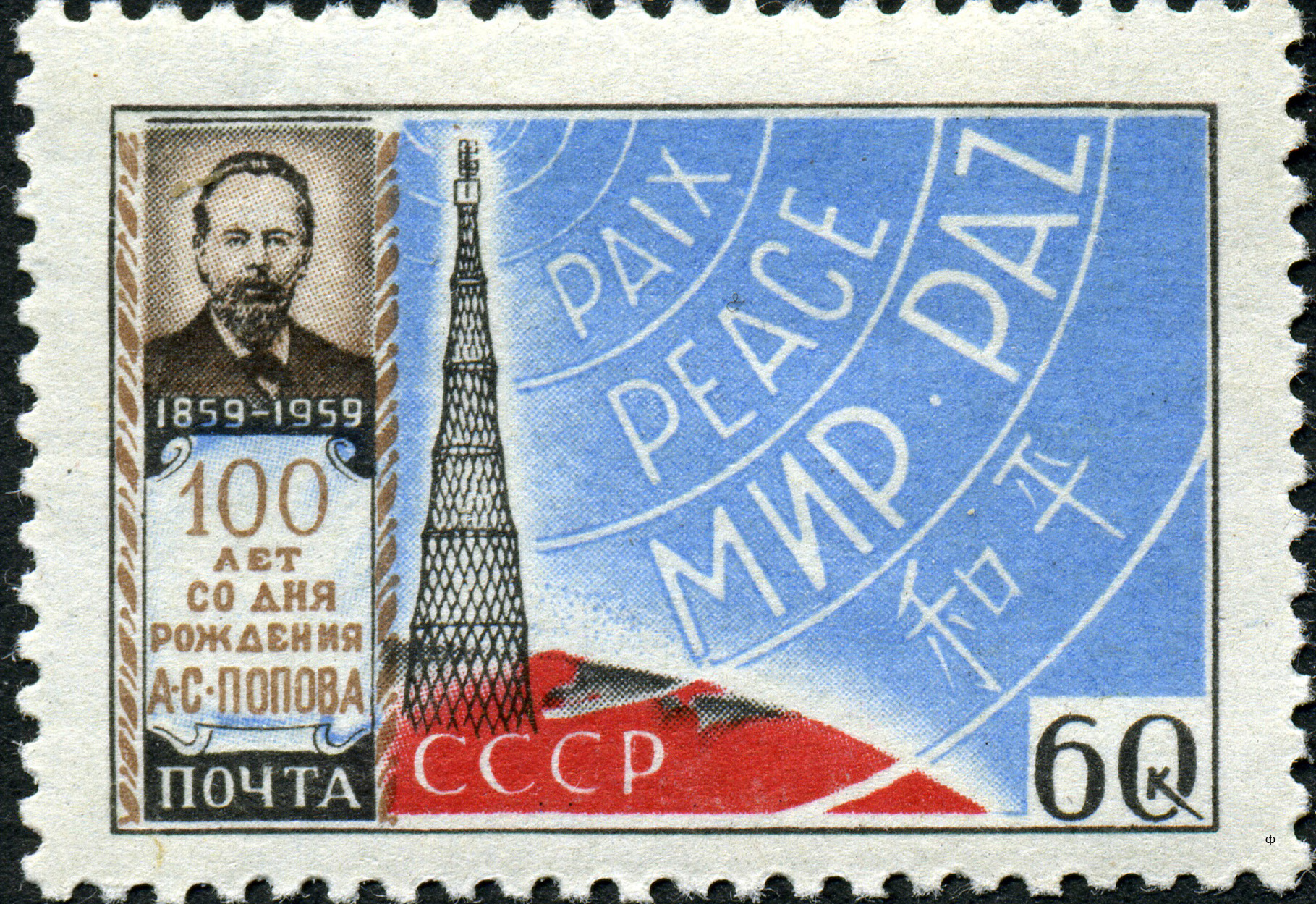
На марке, посвящённой 100-летию А. С. Попова, 1959 г.
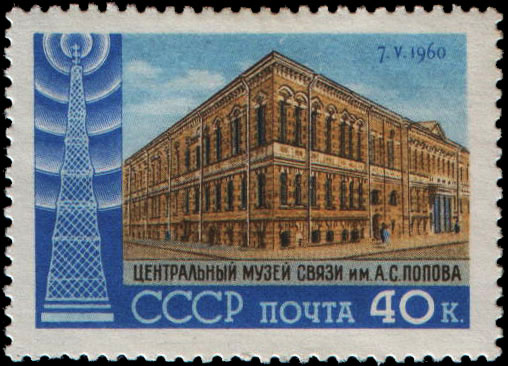
На марке, посвящённой Дню радио, 1960 г.
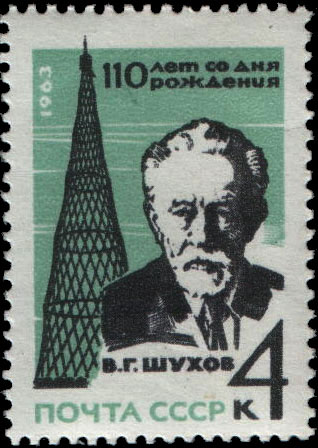
На марке, посвящённой 110-летию со дня рождения В. Г. Шухова, 1963 г.
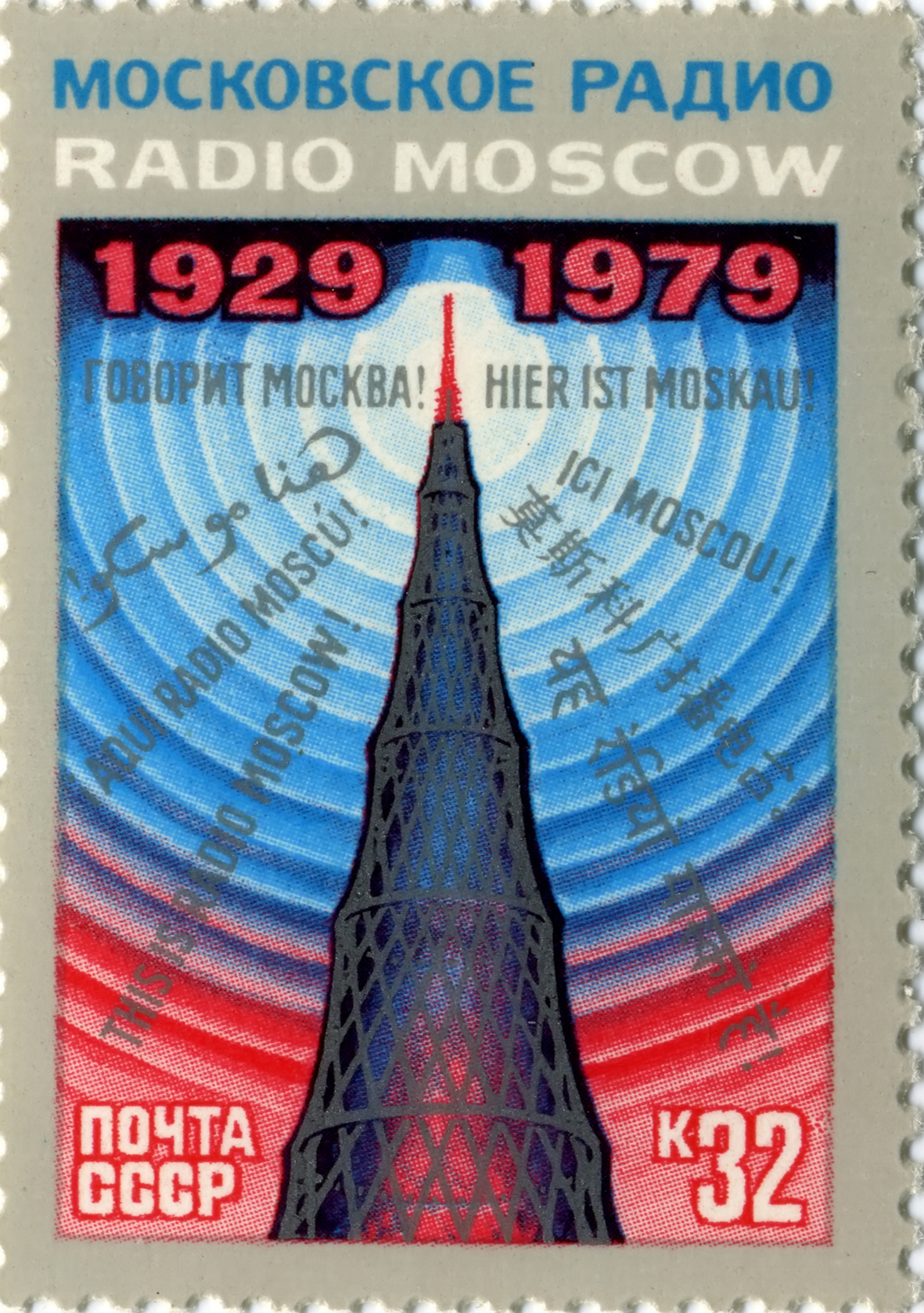
На марке, посвящённой 50-летию Московского радио, 1979 г.